# Capilla del Pilar (Madrid)
La capilla del Pilar fue un iglesia de la ciudad española de Madrid, en la actualidad desaparecida.

## Descripción
La capilla fue hecha construir en la segunda mitad del siglo xix por el descrito como «rico capitalista» Mariano Monasterio, en el centro de sus posesiones, en la prolongación del paseo de la Fuente Castellana de Madrid. Serviría como lugar de culto a usar por parte de los vecinos del nuevo barrio construido en aquella zona, conocido como barrio de Monasterio, ubicado en la acera este de la Castellana, a la altura de lo que en la actualidad es la desembocadura en aquella de la calle de María de Molina. Su advocación era la Virgen del Pilar.